# Kösem Sultan
Kösem (født som Anastasia cirka 1589, død 3. september 1651) også kendt som Mâh-Peyker Sultan var konkubine til sultan Ahmed 1. af Det Osmanniske Rige, mor til Murad 4. og Ibrahim 1. og bedstemor til Mehmed 4. Hun var det osmanniske imperiums formelle regent to gange: som formynder for sin søn Murad IV mellem 1623 og 1632, og som formynder for sin sønnesøn Mehmed IV fra 1648 til 1651. Hun anses for at have  været rigets regent de facto mellem 1623 og 1651. Kösem var en af kun to kvinder som formelt regerede det osmanniske rige  og regnes som den mægtigste kvinde i det muslimske Tyrkiets historie. 

## Biografi
Kösem fødtes som Anastasia på øen Tinos som datter til en græsk præst. Hun blev kidnappet som ung og ført til sultan Ahmeds harem. Efter Ahmeds død 1617 førtes hun til det gamle palads. Da den minderårige søn Murad blev sultan 1623, blev hun hans formynder og derved rigets regent. Hun var den første af to kvinder i rigets historie, der åbent regerede, og hun fortsatte endog som regent, da sønnen blev myndig 1632, og siden da den anden søn Ibrahim 1. blev sultan i 1640. 
Hun trådte sammen med embedsmændene bagved et draperi, og var kendt for sin velgørenhed og for at frigive sine slaver efter tre års tjeneste. Da sønnesønnen blev sultan i 1648, blev hun for anden gang officiel regent, og kom dermed i konflikt med Mehmeds mor Turhan Hatice; da hun hørte, at Kösem planlagde at afsætte Mehmed, iscenesatte Turhan et paladskup og tog magten. Kösem blev stranguleret af en paladsvagt.
| Biografi | Spire Denne biografi er en spire som bør udbygges. Du er velkommen til at hjælpe Wikipedia ved at udvide den. |

1. ↑  Navnet er anført på engelsk og stammer fra Wikidata hvor navnet endnu ikke findes på dansk.